# Chlorparaffine
Chlorparaffine (CP) sind Substanzgemische aus polychlorierten, gesättigten, unverzweigten Kohlenwasserstoffen mit 10–30 Kohlenstoffatomen, die der allgemeinen Summenformel CxH(2x−y+2)Cly entsprechen. Sie werden durch Chlorierung von n-Alkanen hergestellt, wobei komplexe Mischungen verschiedener Chloralkane entstehen. Der Chlorierungsgrad variiert zwischen 30 und 70 Massenprozent.

## Produktion
Chlorparaffine werden industriell durch Reaktion von Chlor mit unverzweigten Paraffinfraktionen (<2 % Isoparaffine, <100 ppm Aromaten) bei Temperaturen von 80–100 °C hergestellt. Die radikalische Substitution kann auch durch UV-Licht initiiert werden (Photochlorierung).
CxH(2x+2) + y Cl2 → CxH(2x−y+2)Cly + y HCl
Wenn der gewünschte Chlorierungsgrad erreicht ist, wird das Reaktionsprodukt durch Ausblasen mit Stickstoff von Chlorrückständen und Chlorwasserstoff befreit und dann durch Zusatz von epoxidiertem Pflanzenöl, wie epoxidiertem Sojabohnenöl, stabilisiert.
Die kommerzielle Herstellung von Chlorparaffinen begann in den 1930er-Jahren. Sie werden in Europa, Nordamerika, Asien, Australien, Brasilien und Südafrika produziert. Hauptproduktionsland von CP ist China, wo im Jahr 2007 etwa 600.000 Tonnen hergestellt wurden. Die weltweit jährlich hergestellte Menge beträgt mehr als eine Million Tonnen. Es wurde geschätzt, dass davon mindestens 165.000 Tonnen auf kurzkettige Chlorparaffine entfallen.

## Einteilung
Die Produkte des Handels sind hochkomplexe Gemische polychlorierter n-Alkane, die tausende Homologe und Isomere enthalten können. Mit den Standardmethoden der chemischen Analytik ist es derzeit nicht möglich, diese Gemische vollständig zu trennen und alle enthaltenen Verbindungen zu identifizieren.
CP werden unterteilt aufgrund ihrer Kettenlänge in kurzkettige CP (SCCP, short chain CPs, C10–13), mittelkettige CP (MCCP, medium chain CPs, C14–17) und langkettige CP (LCCP, long chain CPs C>17). Chlorparaffine sind je nach Kettenlänge und Chlorgehalt farblose oder gelbliche, leichtbewegliche bis hochviskose Flüssigkeiten oder glasig erstarrte bis wachsartige Feststoffe. Sie sind chemikalien- und lichtbeständig, temperaturbeständig bis ca. 200 °C, vergleichsweise wenig flüchtig und schwer entflammbar.

Struktur von 2,3,4,5,6,8-Hexachlordecan als Beispiel eines kurzkettigen Chlorparaffins mit einem Chlorgehalt von 61 Massenprozent
Struktur von 2,5,6,7,8,11,15-Heptachlorheptadecan als Beispiel eines mittelkettigen Chlorparaffins mit einem Chlorgehalt von 52 Massenprozent

## Verwendung
Anwendung finden Chlorparaffine als Weichmacher hauptsächlich in Kunststoffen und Beschichtungen, als Bindemittel in Lacken, als Additiv in Fugendichtmassen, in der Metallverarbeitung, in Fettungsmitteln für Leder- und Pelzwaren und als Flammschutz in Kunststoffen, Gummi, Papier und Textilien.
Die flammhemmende Wirkung von CP ist auf eine Abspaltung von unbrennbarem Chlorwasserstoff bei hohen Temperaturen zurückzuführen. Zusätzlich stören Kettenabbruchreaktionen die Verbrennungsvorgänge und Flammenausbreitung. CP haben teilweise aufgrund ihrer Anwendungen den Platz der polychlorierten Biphenyle (PCB) eingenommen, die wegen ihrer Giftigkeit inzwischen verboten sind.
Die jährlichen Emissionen von SCCP aus der Stadt Zürich wurden auf 218–321 kg bestimmt, was einer Menge von 1,5–2,2 mg pro Person und Tag entspricht.

## Eigenschaften
Aufgrund der physikalisch-chemischen und ökotoxikologischen Eigenschaften sind kurzkettige CP umweltgefährliche Stoffe mit hoher Persistenz und hohem Bioakkumulationspotenzial (Anreicherung im Fettgewebe, in der Niere und in der Leber). Außerdem sind sie sehr toxisch für aquatische Organismen und karzinogen für Ratten und Mäuse. Kurzkettige CP sind zudem von der IARC in die Gruppe 2B, als mögliches Karzinogen für Menschen, eingeteilt worden. Die akute Toxizität von Chlorparaffinen ist gering. Die chronische Toxizität nimmt mit fallender Kohlenstoffkettenlänge zu.
CP sind ubiquitär, d. h., sie sind überall auf der Welt in Böden, Gewässern, Sedimenten, Pflanzen, Tieren, Menschen etc. nachweisbar. Die MCCP-Konzentrationen in Böden, Biota und in den meisten Sedimentkernen weisen in den letzten Jahren bis Jahrzehnten einen ansteigenden Trend auf.
Chlorparaffine können bei thermischer Belastung, beispielsweise in der Metallverarbeitung, durch HCl-Eliminierung in Chlorolefine umgewandelt werden.

## Verbote kurzkettiger Chlorparaffine
In der EU wurden die Mitgliedsstaaten 2002 verpflichtet, das Inverkehrbringen kurzkettiger CP in Stoffen und Zubereitungen mit einer Konzentration von mehr als 1 % zur Verwendung zum Fetten von Leder oder in der Metallver- und -bearbeitung bis spätestens 5. Januar 2004 zu verbieten; weitere Beschränkungen sollten überprüft werden. 2017 wurden kurzkettige Chlorparaffine in die Anlage A des Stockholmer Übereinkommens aufgenommen.
Mit der Verordnung (EU) Nr. 519/2012 vom 19. Juni 2012 zur Änderung der Verordnung (EG) Nr. 850/2004 des Europäischen Parlaments und des Rates über persistente organische Schadstoffe (bekannt als POP-VO; ersetzt durch Verordnung (EU) 2019/1021) wurden Herstellung, Verwendung und Inverkehrbringen in der EU verboten, sofern SCCP nicht in weniger als 1 Gewichts-% in Stoffen und Zubereitungen oder nicht bloß als unbeabsichtigte Spurenverunreinigung in Artikeln enthalten sind. In der Schweiz gelten entsprechende Verbote. Ab Dezember 2015 wurde in der EU der Grenzwert in Artikeln auf 0,15 Gew.-% bestimmt. In der Schweiz trat dieser tiefere Grenzwert per 1. Juli 2018 in Kraft. In Deutschland ist ein Verstoß gegen diese Verbote auch bei Fahrlässigkeit eine Straftat.
SCCP sind als „prioritärer gefährlicher Stoff“ in Anhang X der europäischen Richtlinie 2000/60/EG (Wasserrahmenrichtlinie) aufgeführt.

## Analytik
Die chemische Analytik von Chlorparaffinen ist sehr anspruchsvoll, da es sich um hochkomplexe Gemische von Paraffinen mit unterschiedlicher Kettenlänge, Chlorierungsgrad, Substitutionsmuster (Stellungsisomere) und räumlicher Anordnung (Konfigurationsisomere) handelt, also von Tausenden von Einzelverbindungen handelt. So gibt es beispielsweise von mindestens fünffach chlorierten SCCP 6304 Stellungsisomere. Die akkurate Quantifizierung von Chlorparaffinen in einer Probe stellt daher heute eine der größten Herausforderungen in der chemischen Umweltanalytik dar. Die Schwierigkeiten gründen auf drei Aspekten:
1. Eine chromatographische Trennung funktioniert nur bedingt, da sich die Tausenden von Einzelverbindungen bezüglich ihrer physikalisch-chemischen Stoffeigenschaften mitunter nur wenig unterscheiden und sich daher im Chromatogramm eines Chlorparaffin-Gemischs stark überlagern.
2. In den komplexen Chlorparaffin-Gemischen kommen zahlreiche Verbindungen – inkl. durch HCl-Abspaltung entstehende Chlorolefine[31] – vor, deren Massen sich nur geringfügig unterscheiden und wo eine massenspektrometrische Trennung dementsprechend schwierig ist. Bei einigen Masseninterferenzen gelingt die Trennung mittels hochauflösender Massenspektrometrie. Allerdings gibt es auch Fälle, bei welchen nicht einmal die modernsten Geräte ausreichen.
3. Die Quantifizierung basierend auf Kalibrierung anhand einer Standardreihe ist bei Chlorparaffinen nicht ohne weiteres möglich. Da die Geräteempfindlichkeit stark vom Chlorierungsgrad der Probe abhängt, ist die Auswahl eines Standards mit einem ähnlichen Chlorierungsgrad für eine korrekte Quantifizierung entscheidend.

Je nach Fragestellung werden unterschiedlich Methoden empfohlen. So eignet sich beispielsweise für die Quantifizierung der Summe der langkettigen Chlorparaffine einzig eine Methode basierend auf einer chemischen Ionisation bei Atmosphärendruck und hochauflösende Flugzeitmassenspektrometrie. Die Quantifizierung erfolgt über eine externe Kalibrierung mit mehreren Standardgemischen nach Dekonvolution der Massenspektren. Aufgrund der komplexen Massenspektren mit tausenden von Signalen ist eine computergestützte Auswertung wichtig.